# ボルナ・チョリッチ
- ボルナ・コリッチ

ボルナ・チョリッチ（Borna Ćorić, クロアチア語発音:  ［bôːrna t͡ɕǒːrit͡ɕ］, 1996年11月14日 -  ） は、クロアチア・ザグレブ出身の男子プロテニス選手。ATPランキング自己最高位はシングルス12位、ダブルス413位。これまでにATPツアーでシングルス3勝を挙げている。身長188cm。右利き、バックハンド・ストロークは両手打ち。
表記については、ボルナ・コリッチ等も見られる。

## 選手経歴

### ジュニア時代
2013年全米オープンのジュニア男子シングルス決勝でタナシ・コキナキスを破り優勝。
| ジュニアグランドスラム |    |    |
| 全豪オープン           | 2R | SF |
| 全仏オープン           | 1R | SF |
| ウィンブルドン         | 2R | QF |
| 全米オープン           | 2R | W  |

ジュニアグランドスラム決勝進出結果
| 結果 | 年     | 大会         | サーフェス | 対戦相手           | スコア        |
| ---- | ------ | ------------ | ---------- | ------------------ | ------------- |
| 優勝 | 2013年 | 全米オープン | ハード     | タナシ・コキナキス | 3–6, 6–3, 6–1 |

### 2014年 トップ100入り

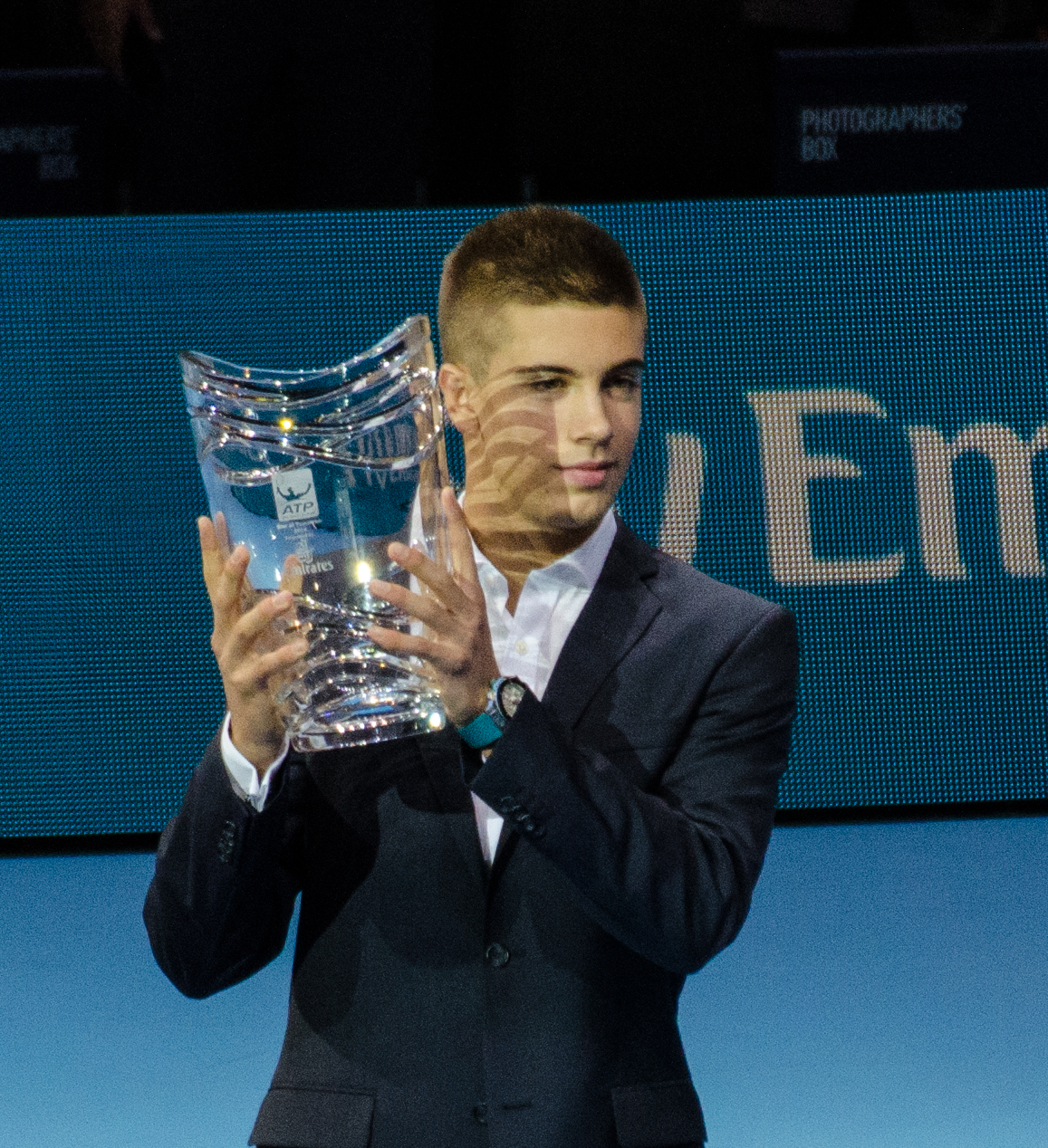
2014年年間最優秀新人賞受賞時のボルナ・チョリッチ

スイス・インドアにて1回戦で世界ランク13位のエルネスツ・グルビスに勝利。世界トップ20以内の選手に勝利したのは初。準々決勝にて世界ランク3位のラファエル・ナダルに6–2, 7–6(4)で勝利。2003年以降ナダルから勝利を上げた中ではもっとも若い選手となった。10月27日初の世界ランク100位入り（93位）。11月、年間最優秀新人賞であるATP Star of Tomorrowを受賞。年間最終ランキングは102位。

### 2015年 トップ50入り
ドバイ・テニス選手権での準々決勝では世界ランク3位のアンディ・マリーに6–1, 6–3のストレートで勝利。全仏オープンでは1回戦でサム・クエリー、2回戦で第18シードトミー・ロブレドに勝利し、グランドスラム初の3回戦進出を果たした。年間最終ランキングは42位。

### 2016年 ツアー初の決勝進出

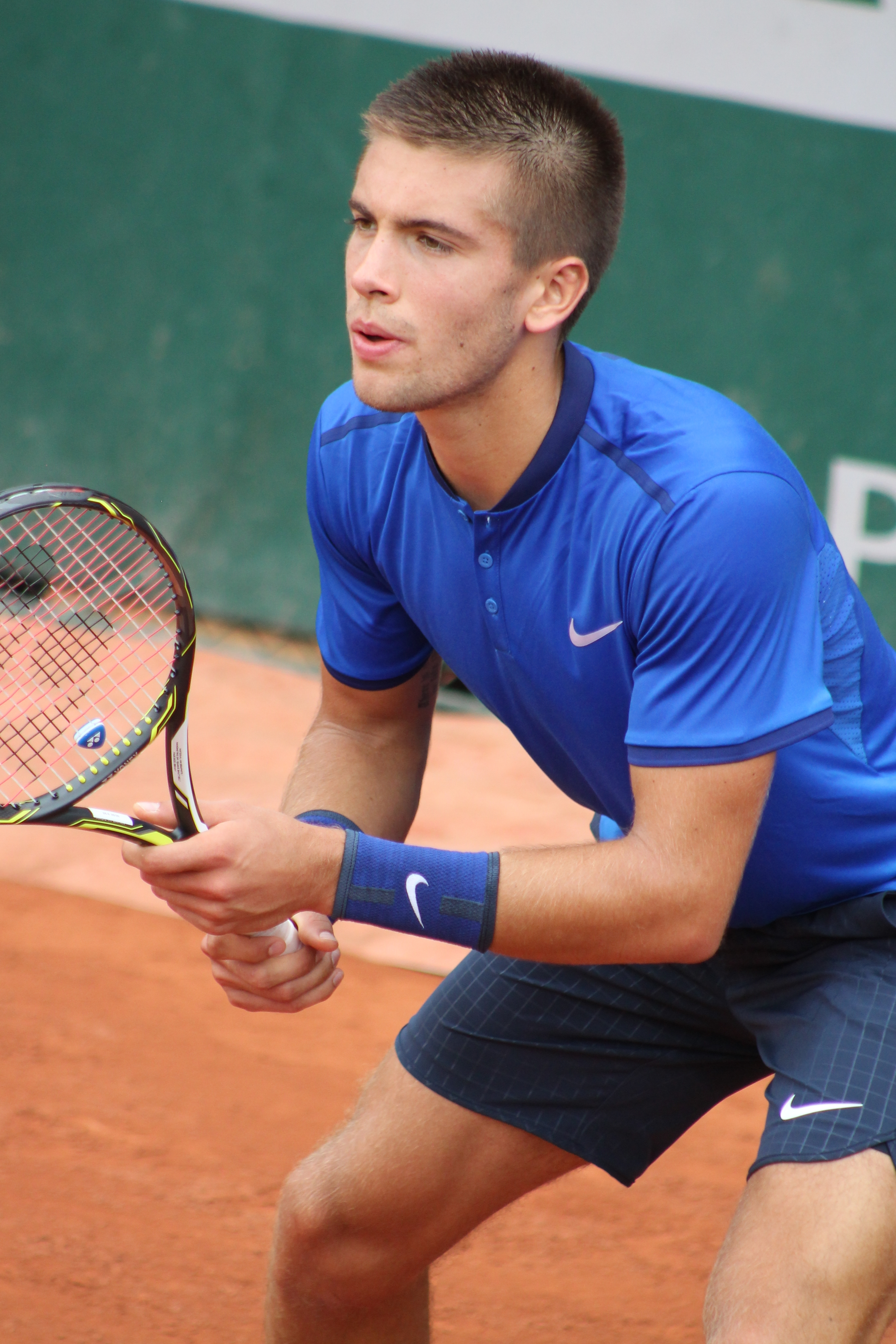
2016年全仏オープンでのボルナ・チョリッチ

年始のチェンナイ・オープンでATPツアー初の決勝進出。10代での決勝進出は2008年の同郷の先輩マリン・チリッチ以来。決勝でスタン・ワウリンカに敗れ準優勝。
4月のハサン2世グランプリでは2度目の決勝進出。決勝でフェデリコ・デルボニスに2-6, 4-6で敗れ、初優勝はならず。
8月のシンシナティ・マスターズでは3回戦でラファエル・ナダルに6-1, 6-3で勝利し、マスターズ1000で初めてベスト8に進出する。準々決勝では同じクロアチアの先輩マリン・チリッチとの試合で第2セット開始時に棄権した。9月のデビスカップ準決勝後に膝の手術を受け、シーズンを終えた。年間最終ランキングは48位。

### 2017年 ツアー初優勝

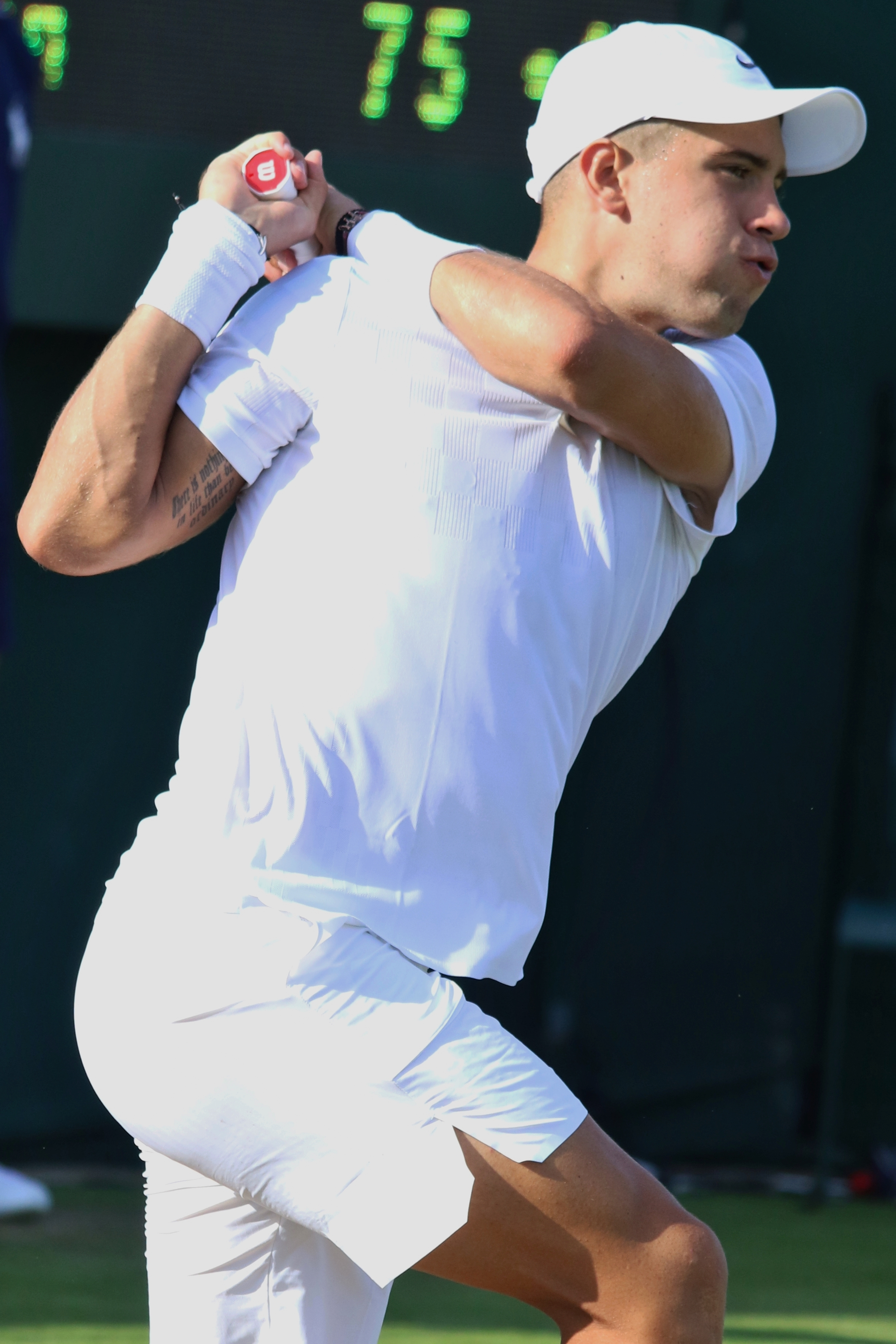
2017年ウィンブルドン選手権でのボルナ・チョリッチ

4月のハサン2世グランプリでは2年連続で決勝進出。決勝でフィリップ・コールシュライバーに5-7, 7-6(3), 7-5で勝利し、ツアー初優勝を果たす。全米オープンは2回戦で第4シードのアレクサンダー・ズベレフに3-6, 7-5, 7-6(1), 7-6(4)で勝利する。3回戦で第28シードのケビン・アンダーソンに4-6, 3-6, 2-6で敗れた。ネクストジェネレーション・ATPファイナルに出場し、ラウンドロビンを突破したが、準決勝で敗れた。年間最終ランキングは48位。

### 2018年 マスターズ準優勝 デビス杯初優勝 トップ15入り
カタール・エクソンモービル・オープンでは初戦で第2シードのパブロ・カレーニョ・ブスタを5-7 6-2 7-6で下すなどしてベスト8に進出。準々決勝でアンドレイ・ルブレフに敗退。全豪オープンでは1回戦でジョン・ミルマンに初戦敗退。ドバイ・テニス選手権では初戦で第5シードのリシャ―ル・ガスケを6-4 6-3で下すなど、ベスト8入りするも、準々決勝でロベルト・バウティスタ・アグートに敗れた。3月のBNPパリバ・オープンで4回戦で地元勢のテイラー・フリッツを6-2 6-7(8) 6-4で下し、準々決勝では第7シードのケビン・アンダーソンを2-6 6-4 7-6(3)で下し、ATPマスターズ1000初のベスト4入り。準決勝では世界ランキング1位のロジャー・フェデラーに善戦するも7-5, 4-6, 4-6で敗れた。マイアミ・オープンでは3回戦で地元の弟8シード、ジャック・ソックを下すなどしてベスト8入りし、アレクサンダー・ズベレフに4-6, 4-6で敗れた。
モンテカルロ・マスターズでは2回戦でノバク・ジョコビッチに敗退。マドリード・オープンでは初戦で地元の弟9シードパブロ・カレーニョ・ブスタを6-4 6-2で下すも、3回戦でドミニク・ティエムに敗退。BNLイタリア国際では1回戦のステファノス・チチパス戦で途中棄権。全仏オープンでは3回戦まで進出するも第11シードのディエゴ・シュワルツマンに5-7, 3-6, 3-6のストレートで敗れた。
6月のゲリー・ウェバー・オープンでは1回戦でアレクサンダー・ズベレフをストレートに勝利。決勝で芝の王者であるロジャー・フェデラーに7-6(6), 3-6, 6-2で勝利し、ATP500初優勝となるツアー2勝目を挙げる。迎えたウィンブルドン選手権では第16シードで出場するが、1回戦でダニール・メドベージェフに敗退。

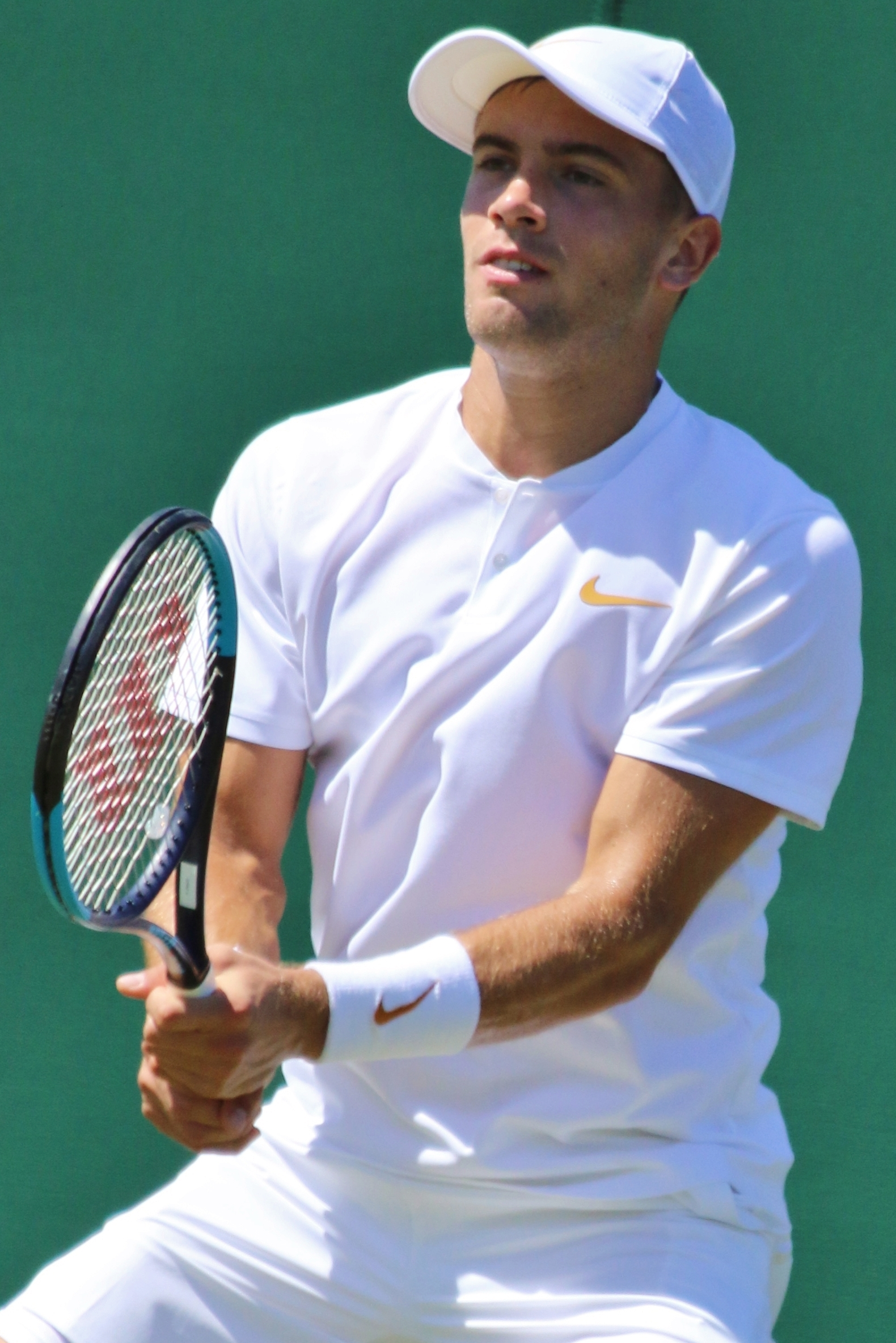
2018年ウィンブルドン選手権でのボルナ・チョリッチ

ロジャーズ・カップではマリン・チリッチに、ウエスタン・アンド・サザン・オープンでは初戦でダニール・メドベデフを6-2 6-3で下すも、ニック・キリオスに2回戦でそれぞれ敗退。第20シードで出場した全米オープンでは3回戦でダニール・メドベデフを6-3 7-5 6-2で下し、グランドスラム初の4回戦進出。4回戦では第3シードのフアン・マルティン・デル・ポトロに4-6, 3-6, 1-6で圧倒された。
10月の上海マスターズでは初戦でスタン・ワウリンカを4-6 6-4 6-3で下し、3回戦ではファン・マルティン・デルポトロと対戦し第1セットを7-5で先取した後棄権により勝ち上がり、準決勝ではロジャー・フェデラーに勝利し、マスターズ1000で初の決勝進出を果たす。決勝はノバク・ジョコビッチに3-6, 4-6で敗れて準優勝となった。パリ・マスターズでは初戦でダニール・メドベデフを6-4 6-4で下すも3回戦敗退。年間最終ランキングは12位。
デビスカップ2018決勝のフランス戦ではシングルス第1戦でジェレミー・シャルディーを6-2, 7-5, 6-4で下し、チームの優勝に貢献した。

### 2019年 グランドスラム4回戦進出
全豪オープンでは第11シードとして出場して、グランドスラム初の4回戦進出するも、第28シードのリュカ・プイユと対決して、7-6(4), 4-6, 5-7, 6-7(2)で敗退した。ドバイ・テニス選手権では2回戦でトマーシュ・ベルディヒを下すなどしてベスト4入りするも準決勝でロジャー・フェデラーに敗れた。BNPパリバ・オープンでは同胞の先輩のイボ・カロビッチに初戦敗退。
モンテカルロ・マスターズでは初戦でフベルト・フルカチュを6-4 5-7 7-5で下すなどベスト8入りをし、準々決勝ではフェリックス・オジェ＝アリアシムに敗れた。マドリード・オープンではプイユに初戦敗退。BNLイタリア国際では初戦でフェリックス・オジェ=アリアシムを6-7(4) 6-3 6-4、2回戦でキャメロン・ノリーを6-2 6-2で下すも、3回戦でフェデラーに敗れた。全仏オープンでは第13シードで出場。3回戦ではヤン＝レナード・ストルフと対決して、6-4, 1-6, 6-4, 6-7(1), 9-11のフルセットの熱戦の末に惜敗。

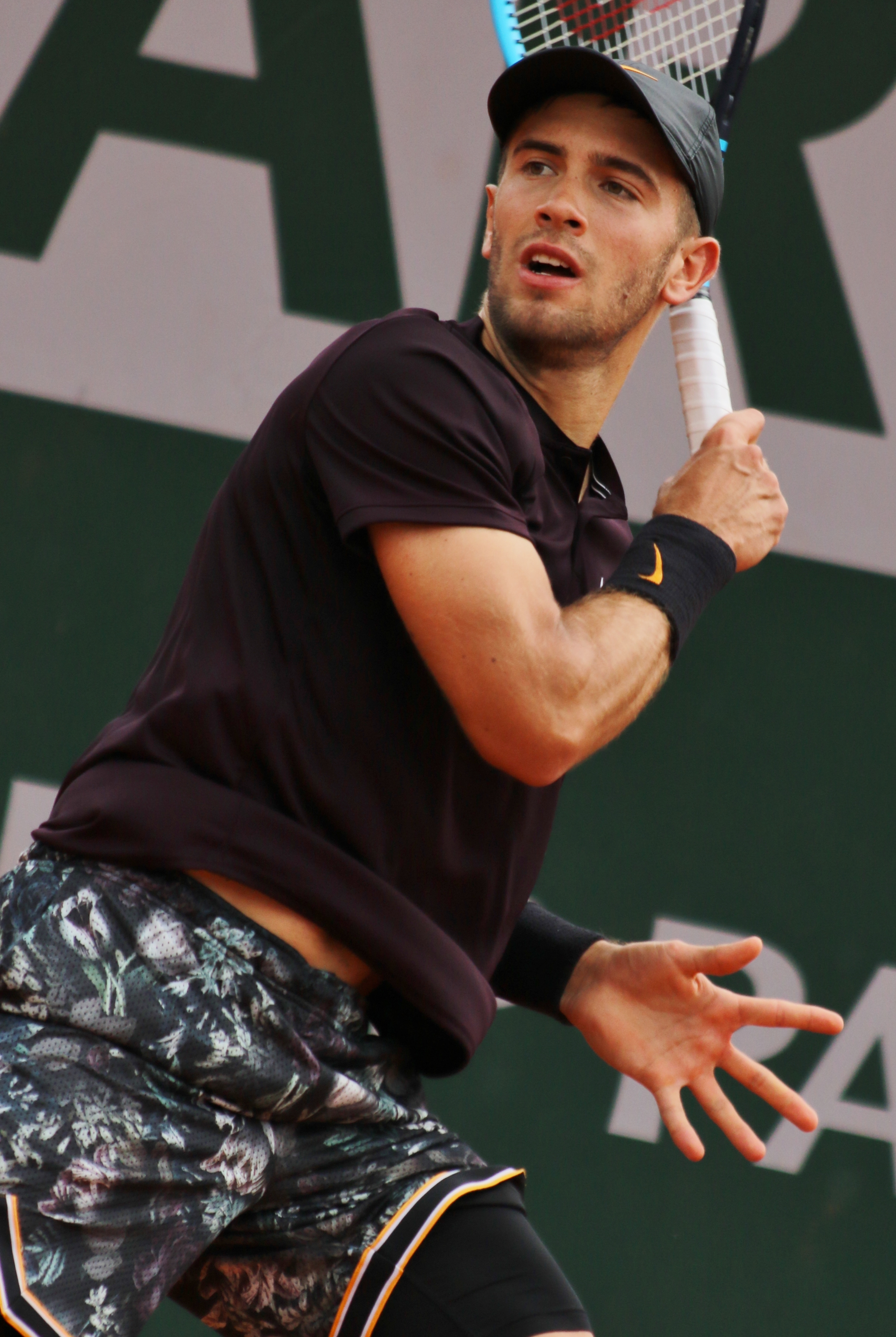
2019年全仏オープンでのボルナ・チョリッチ

ロスマーレン・グラスコート選手権ではベスト4入りするも、準決勝でアドリアン・マナリノに敗退。ハレ・オープンではベスト8入りするも、背中を負傷したため、準々決勝を試合前に棄権。ウィンブルドン選手権も怪我のため欠場した。地元のクロアチア・オープンで復帰するも初戦敗退。ナショナル・バンク・オープンでは2回戦でマナリノに敗れた。ウエスタン・アンド・サザン・オープンではライリー・オペルカに初戦敗退。全米オープンでは第12シードで出場するも、怪我が悪化して2回戦のグリゴール・ディミトロフ戦を前に棄権したが、その後のサンクトペテルブルク・オープンでは準々決勝で第8シードのキャスパー・ルードを3-6 7-5 6-3で下すなどして決勝進出。ダニール・メドベージェフに敗れて、準優勝。年間最終ランキングは28位。

### 2020年 全米ベスト8
ATPカップではクロアチア代表として参戦し、グループステージではオーストリアのドミニク・ティエムに勝利する活躍をするも、ポーランドのホベルト・ホルカシュ、アルゼンチンのディエゴ・シュワルツマンに敗れ、チームはラウンドロビン敗退。
全豪オープンでは第25シードとして出場するも、サム・クエリーに3-6, 4-6, 4-6のストレートで初戦敗退。リオ・オープンではベスト4入りをするも、準決勝でクリスチャン・ガリンに敗れた。ウエスタン・アンド・サザン・オープンでは2回戦でダビド・ゴファンに敗れたが、全米オープンでは第27シードとして出場し、3回戦で第4シードのステファノス・チチパスを6-7(2), 6-4, 4-6, 7-5, 7-6(4)のフルセットで破り、4回戦のジョーダン・トンプソン戦も7-5, 6-1, 6-3のストレートで勝利して、自身初のグランドスラムベスト8入りを果たした。準々決勝では第5シードのアレクサンダー・ズベレフに6-1, 6-7(5), 6-7(5), 6-3で敗退。BNLイタリア国際では2回戦でステファノ・トラヴァーリャに敗退。迎えた全仏オープンでは初戦敗退。サンクトペテルブルク・オープンでは準決勝でミロシュ・ラオニッチを1-6, 6-1,6-4で下し、今季初のツアー決勝進出。決勝ではアンドレイ・ルブレフに敗れ、準優勝。エルステ・バンク・オープンでは初戦でテイラー・フリッツを6-4 6-4で下すも2回戦でノバク・ジョコビッチに敗れた。パリ・マスターズでは2回戦でトンプソンに敗れた。年間最終ランキングは24位。

### 2021年 怪我に見舞われる
マレー・リバー・オープンではベスト8入りするも、準々決勝でダニエル・エバンスに敗れた。全豪オープンでは第22シードで出場して、1回戦でギド・ペラをストレートで破るも、2回戦でマッケンジー・マクドナルドに敗戦。ABNアムロ世界テニス・トーナメントでは準々決勝で錦織圭を7-6(2) 7-6(4)で下し、ベスト4入りをするもマートン・フチョビッチに敗れた。その後は肘の怪我で手術を受けてリハビリに専念することになった。年間最終ランキングは73位。

### 2022年 マスターズ初優勝
昨年の故障が継続したことで全豪オープンを欠場して次の復帰に備えることになった。BNPパリバ・オープンではアレハンドロ・ダビドビッチ・フォキナに初戦敗退。マイアミ・オープンでは1回戦でフェルナンド・ベルダスコを破るも、2回戦でアレクサンダー・ズベレフに敗れた。

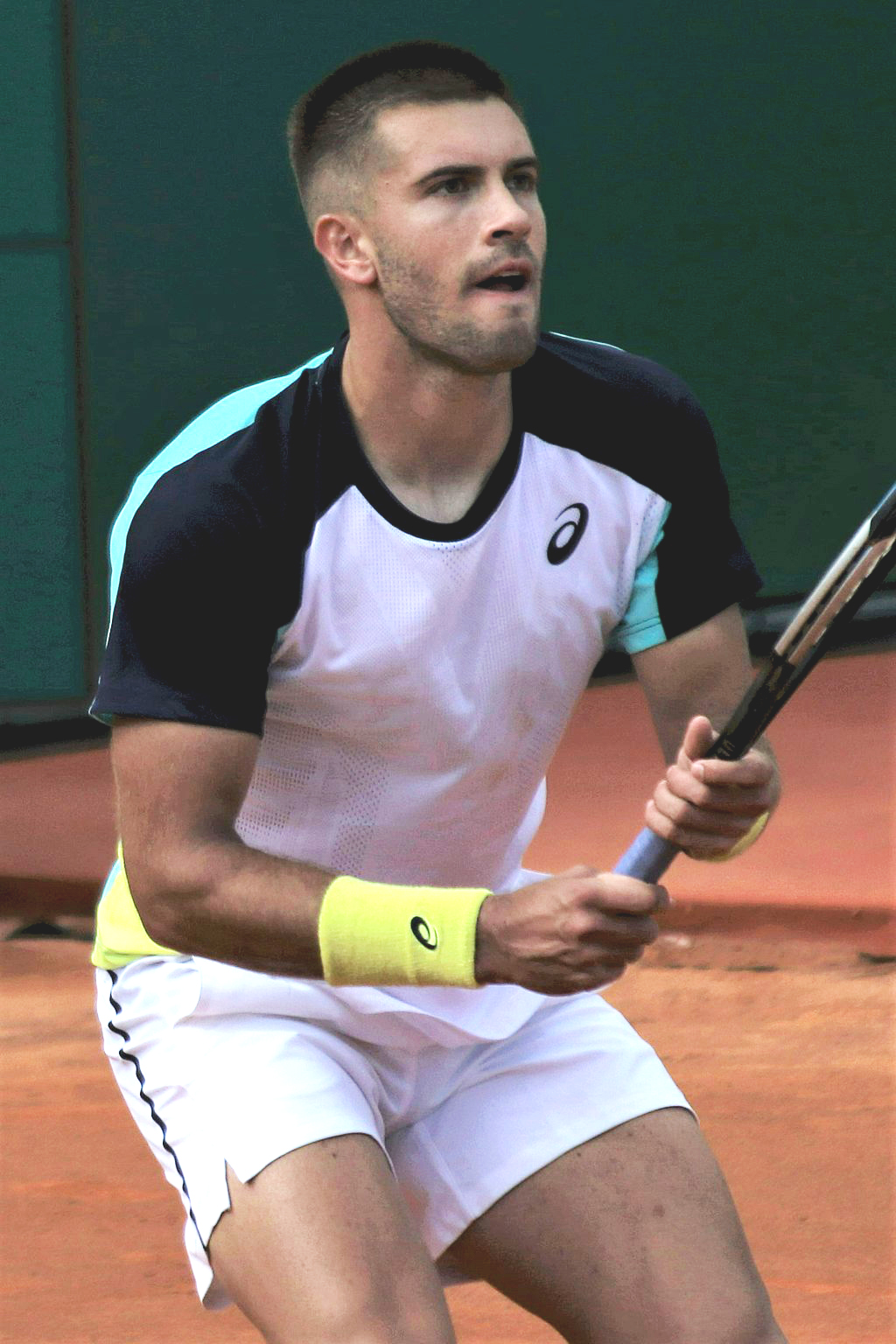
2022年モンテカルロ・マスターズでのボルナ・チョリッチ

モンテカルロ・マスターズではヤニック・シナーに、マドリード・オープンではドゥシャン・ラヨビッチに、ローマ・マスターズではラスロ・ジェレにそれぞれ初戦敗退。全仏オープンでは2回戦で第18シードのグリゴール・ディミトロフに0-6, 4-6, 3-6のストレートで敗れた。

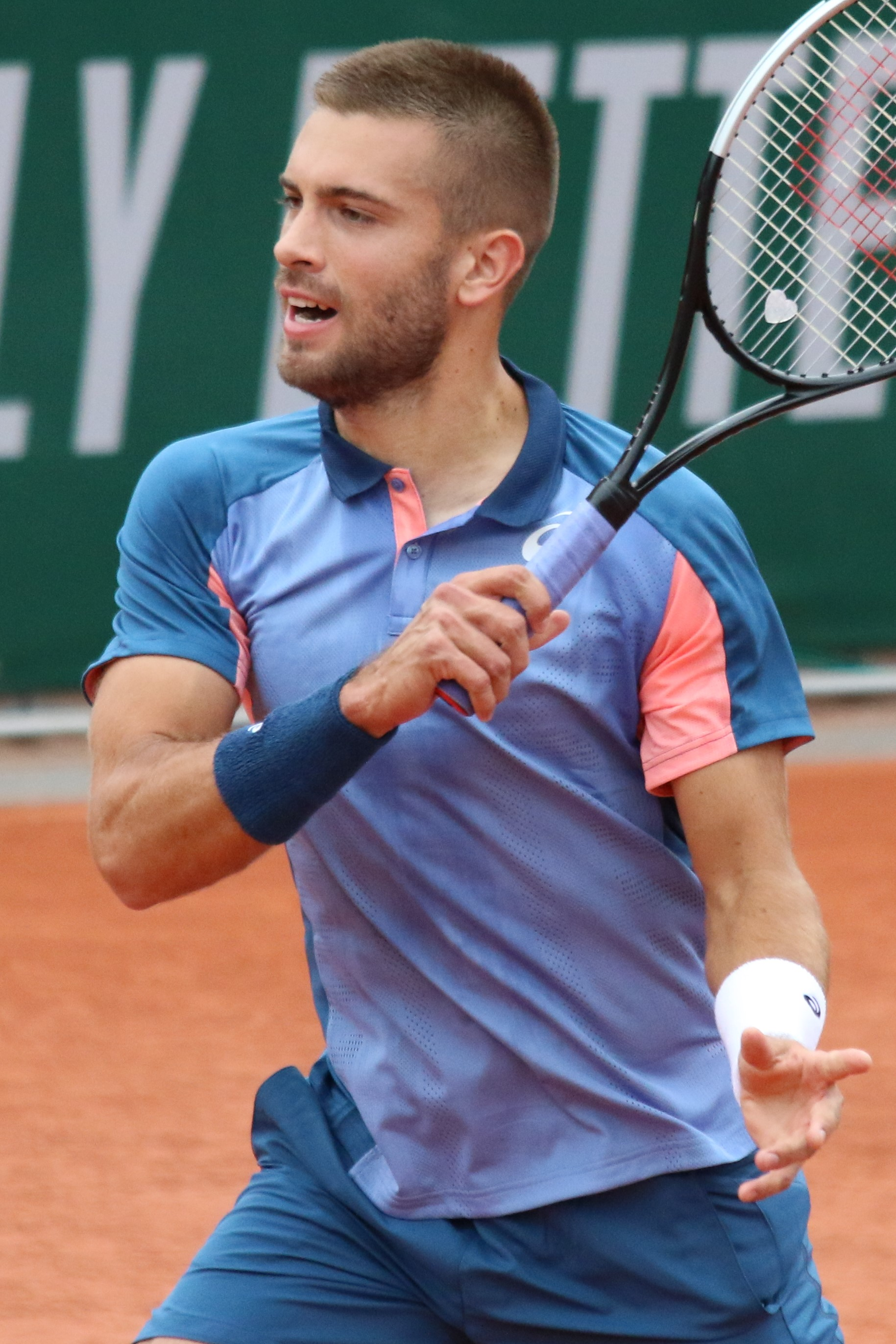
2022年全仏オープンでのボルナ・チョリッチ

パルマ・チャレンジャーで優勝を果たす。ドイツ国際オープンではベスト8入り。ナショナル・バンク・オープンではマリン・チリッチに初戦敗退するも、ウエスタン・アンド・サザン・オープンでは2回戦で第2シードのラファエル・ナダルを7-6(9), 4-6, 6-3の熱戦で勝利。3回戦ではロベルト・バウティスタ・アグートを6-2, 6-3、準々決勝でフェリックス・オジェ＝アリアシムを6-4, 6-4、準決勝でキャメロン・ノリーを6-3, 6-4で下して、2018年以来約4年ぶりにATPマスターズ1000で決勝進出。そして決勝ではステファノス・チチパスを7-6(0), 6-2のストレートで下してマスターズ1000初優勝を果たした。
全米オープンでは第25シードとして出場するも、2回戦でジェンソン・ブルックスビーに4-6, 6-7(10), 1-6のストレートで敗れた。ジャパン・オープンではベスト8入り。準々決勝でデニス・シャポバロフに4-6, 3-6のストレートで敗れた。エルステ・バンク・オープンでは2回戦でチチパスを4-6 6-4 7-6(4)で破り、準々決勝ではフベルト・フルカチュを6-4 6-7(2) 7-6(5)で下してベスト4入り。準決勝ではシャポバロフに敗れた。パリ・マスターズではコランタン・ムーテに6-3, 3-6, 4-6のフルセットで敗れ、初戦敗退。年間最終ランキングは26位。

### 2023年 マスターズベスト4 ツアー通算200勝
1月、全豪オープンでは第21シードとして出場するも、1回戦ではイジー・レヘチカに3-6, 3-6, 3-6のストレートで初戦敗退。
2月、南フランス・オープンではベスト8進出。準々決勝ではマキシム・クレッシーに6-7(2), 4-6のストレートで敗退。
3月、ドバイ・テニス選手権ではベスト8進出。準々決勝ではダニール・メドベージェフに3-6, 2-6のストレートで敗れた。同月中旬、BNPパリバ・オープンではアレックス・モルチャンに3-6, 3-6のストレートで初戦敗退。同月下旬、マイアミ・オープンではクリストファー・ユーバンクスに6-3, 4-6, 2-6のフルセットで初戦敗退。
4月、モンテカルロ・マスターズではニコラス・ジャリーに2-6, 3-6のストレートで初戦敗退。

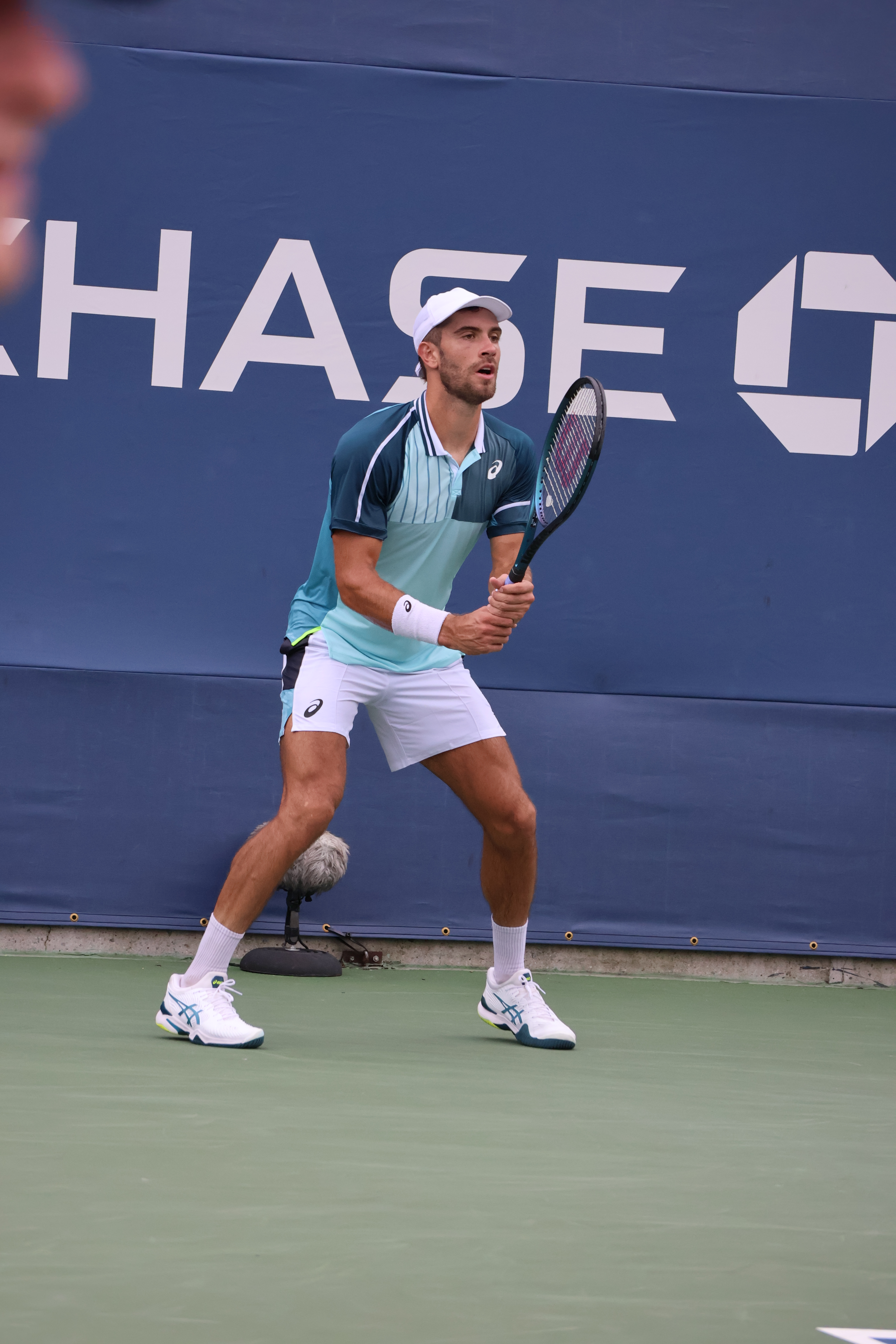
2023年全米オープンでのボルナ・チョリッチ

5月、マドリード・オープンでは2回戦でユーゴ・ガストンを6-3, 6-3、3回戦ではホベルト・ホルカシュを7-6(3), 6-3、4回戦ではアレハンドロ・ダビドビッチ・フォキナ6-7(5), 6-3, 7-6(5)、準々決勝ではダニエル・アルトマイアーに6-3, 6-3で下して、大会初のマスターズ1000ベスト4進出を果たす。準決勝で第1シードのカルロス・アルカラスに4-6, 3-6のストレートで敗れた。ローマ・マスターズではベスト8進出。準々決勝でステファノス・チチパスに3-6, 4-6のストレートで敗れた。
6月、全仏オープンでは第15シードもして出場し、1回戦ではフェデリコ・コリアに7-6(3), 6-7(5), 6-3, 6-3、2回戦ではペドロ・カチーンを6-3, 4-6, 4-6, 6-3, 6-4、3回戦では今大会3人目のアルゼンチン人であるトマス・マルティン・エチェベリーに3-6, 6-7(5), 2-6のストレートで敗退。
7月、ウィンブルドン選手権では第13シードとして出場するも、ギド・ペラに3-6, 5-7, 6-4, 6-3, 1-6のフルセットで初戦敗退。
8月、ロス・カボス・オープンとウィンストン・セーラム・オープンではベスト4進出。ナショナル・バンク・オープンではアレクサンダル・ブキッチに2-6, 3-6のストレートで初戦敗退。ウエスタン・アンド・サザン・オープンではセバスチャン・コーダを破るも、2回戦でホルカシュに7-5, 3-6, 3-6の逆転で敗れた。第27シードとして迎えた全米オープンではセバスチャン・バエスに5-7, 5-7, 1-6のストレートで初戦敗退。年間最終ランキングは37位。

### 2024年 ツアー9度目の決勝進出
全豪オープンでは第17シードのフランシス・ティアフォーに3-6, 6-7(7), 6-2, 3-6で敗れ、初戦敗退。オティニー＝ルーヴァン＝ラ＝ヌーヴ・チャレンジャーでは決勝でリアンドロ・リーディに5-7, 2-6のストレートで敗れ、ATPチャレンジャーツアー準優勝。さらに南フランス・オープンではアレクサンダー・ブブリクに7-5, 2-6, 3-6で敗れ、ATPツアー・250シリーズ準優勝。全仏オープンでは1回戦でリシャール・ガスケに6-7(5), 6-7(2), 4-6のストレートで初戦敗退。ウィンブルドン選手権では1回戦でフェリペ・メリジェニ・アウヴェスに3-6, 6-7(2), 3-6のストレートで破り、9年ぶりにウィンブルドン初戦突破を果たしたが、2回戦では第29シードのフランシス・ティアフォーに6-7(5), 1-6, 3-6のストレートで敗れた。ナショナル・バンク・オープンでは予選2試合を突破し、1回戦でもペドロ・マルティネスを6-4, 6-4のストレートで破り、5度目の2回戦進出をするも、2回戦では第1シードかつ昨年度チャンピオンのヤニック・シナーに2-6, 4-6のストレートで敗退し、初の3回戦進出とはならなかった。全米オープンでは1回戦でアドリアン・マナリノに5-7, 2-6, 3-6のストレートで初戦敗退。今季は早期敗退が続き、ランキングが下降した。年間最終ランキングは90位。

### 2025年 チャレンジャー7勝目
2025年の初めも昨年と同様の状況が続いていたが、昨年準優勝を飾った南フランス・オープンで初戦敗退したことでポイントを保守できず、世界ランキングも145位まで落としたが、BSIチャレンジャー・ルガーノ、ティオンヴィル・オープン、サダル・オープンではATPチャレンジャーツアー3大会連続優勝を達成した。さらに4月のエクス＝アン＝プロヴァンス・チャレンジャーではがワイルドカードで出場したスタン・ワウリンカを6-7 (5), 6-3, 7-6 (4)の3時間11分に及ぶ死闘の末に逆転で破り、チャレンジャー通算7勝を果たすとともに、チャレンジャー大会今季4度目のタイトルを獲得した。

## 主要大会決勝

### ATPマスターズ1000

#### シングルス: 2 (優勝1回, 準優勝1回)
| 結果   | 年     | 大会         | サーフェス | 対戦相手               | スコア        |
| ------ | ------ | ------------ | ---------- | ---------------------- | ------------- |
| 準優勝 | 2018年 | 上海         | ハード     | ノバク・ジョコビッチ   | 3-6, 4-6      |
| 優勝   | 2022年 | シンシナティ | ハード     | ステファノス・チチパス | 7-6(7-0), 6-2 |

## ATPツアー決勝進出結果

### シングルス: 9回 (3勝6敗)
| 大会グレード                    |
| グランドスラム (0–0)            |
| ATPファイナルズ (0–0)           |
| ATPツアー・マスターズ1000 (1–1) |
| ATPツアー500 (1–1)              |
| ATPツアー250 (1–4)              |

| サーフェス別タイトル |
| ハード (1–5)         |
| クレー (1–1)         |
| 芝 (1–0)             |
| カーペット (0–0)     |

| 結果   | No. | 決勝日         | 大会                 | サーフェス     | 対戦相手                       | スコア             |
| ------ | --- | -------------- | -------------------- | -------------- | ------------------------------ | ------------------ |
| 準優勝 | 1.  | 2016年1月10日  | チェンナイ           | ハード         | スタン・ワウリンカ             | 3-6, 5-7           |
| 準優勝 | 2.  | 2016年4月10日  | マラケシュ           | クレー         | フェデリコ・デルボニス         | 2-6, 4-6           |
| 優勝   | 1.  | 2017年4月16日  | マラケシュ           | クレー         | フィリップ・コールシュライバー | 5-7, 7-6(7-3), 7-5 |
| 優勝   | 2.  | 2018年6月24日  | ハレ                 | 芝             | ロジャー・フェデラー           | 7-6(8-6), 3-6, 6-2 |
| 準優勝 | 3.  | 2018年10月14日 | 上海                 | ハード         | ノバク・ジョコビッチ           | 3-6, 4-6           |
| 準優勝 | 4.  | 2019年9月22日  | サンクトペテルブルク | ハード（室内） | ダニール・メドベージェフ       | 3-6, 1-6           |
| 準優勝 | 5.  | 2020年10月18日 | サンクトペテルブルク | ハード（室内） | アンドレイ・ルブレフ           | 6-7(5-7), 4-6      |
| 優勝   | 3.  | 2022年8月21日  | シンシナティ         | ハード         | ステファノス・チチパス         | 7-6(7-0), 6-2      |
| 準優勝 | 6.  | 2024年2月4日   | モンペリエ           | ハード（室内） | アレクサンダー・ブブリク       | 7-5, 2-6, 3-6      |

## 成績
略語の説明
| W | F | SF | QF | #R | RR | Q# | LQ | A | Z# | PO | G | S | B | NMS | P | NH |

W=優勝, F=準優勝, SF=ベスト4, QF=ベスト8, #R=#回戦敗退, RR=ラウンドロビン敗退, Q#=予選#回戦敗退, LQ=予選敗退, A=大会不参加, Z#=デビスカップ/BJKカップ地域ゾーン, PO=デビスカップ/BJKカッププレーオフ, G=オリンピック金メダル, S=オリンピック銀メダル, B=オリンピック銅メダル, NMS=マスターズシリーズから降格, P=開催延期, NH=開催なし.

### グランドスラム
| 大会           | 2014 | 2015 | 2016 | 2017 | 2018 | 2019 | 2020 | 2021 | 2022 | 2023 | 2024 | 2025 | 通算成績 |
| -------------- | ---- | ---- | ---- | ---- | ---- | ---- | ---- | ---- | ---- | ---- | ---- | ---- | -------- |
| 全豪オープン   | A    | 1R   | 1R   | 1R   | 1R   | 4R   | 1R   | 2R   | A    | 1R   | 1R   | 1R   | 4–10     |
| 全仏オープン   | A    | 3R   | 3R   | 2R   | 3R   | 3R   | 1R   | A    | 2R   | 3R   | 1R   |      | 12–9     |
| ウィンブルドン | Q1   | 2R   | 1R   | 1R   | 1R   | A    | NH   | A    | A    | 1R   | 2R   |      | 2–6      |
| 全米オープン   | 2R   | 1R   | 1R   | 3R   | 4R   | 2R   | QF   | A    | 2R   | 1R   | 1R   |      | 12–10    |
| 合計           | 0–1  | 3–4  | 2–4  | 3–4  | 5–4  | 6–3  | 4–3  | 1–1  | 2–2  | 2–4  | 1–4  | 0–1  | 30–35    |

※不戦敗は通算成績に含まない。

### 大会最高成績
| 大会                     | 成績 | 年              |
| ------------------------ | ---- | --------------- |
| ATPファイナルズ          | Alt  | 2018            |
| インディアンウェルズ     | SF   | 2018            |
| マイアミ                 | QF   | 2018, 2019      |
| モンテカルロ             | QF   | 2019            |
| マドリード               | SF   | 2023            |
| ローマ                   | 3R   | 2019            |
| カナダ                   | 2R   | 2016–2019, 2024 |
| シンシナティ             | W    | 2022            |
| 上海                     | F    | 2018            |
| パリ                     | 3R   | 2018            |
| オリンピック             | 1R   | 2016            |
| デビスカップ             | W    | 2018            |
| ATPカップ                | RR   | 2020            |
| ユナイテッド・カップ     | RR   | 2023–2025       |
| Next Gen ATPファイナルズ | SF   | 2017            |